# Phalarope à bec large
Phalaropus fulicarius
Espèce
Statut de conservation UICN

 LC  : Préoccupation mineure

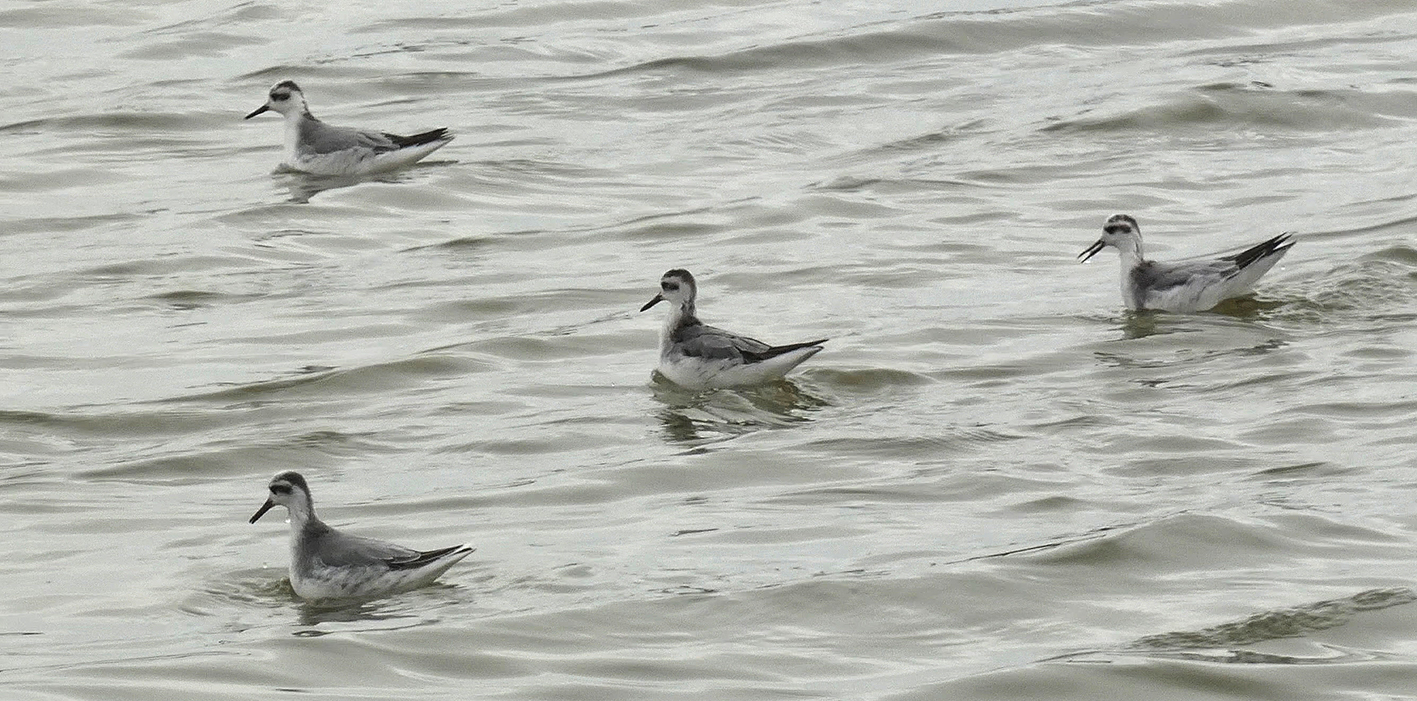
Ces oiseaux vivent en haute mer. Ils se sont réfugiés dans les marais salants de Guérande, après une forte tempête, pendant l'hiver 2023.

Le Phalarope à bec large (Phalaropus fulicarius) ou phalarope roux, est une espèce d'oiseaux de la famille des Scolopacidae.

## Description

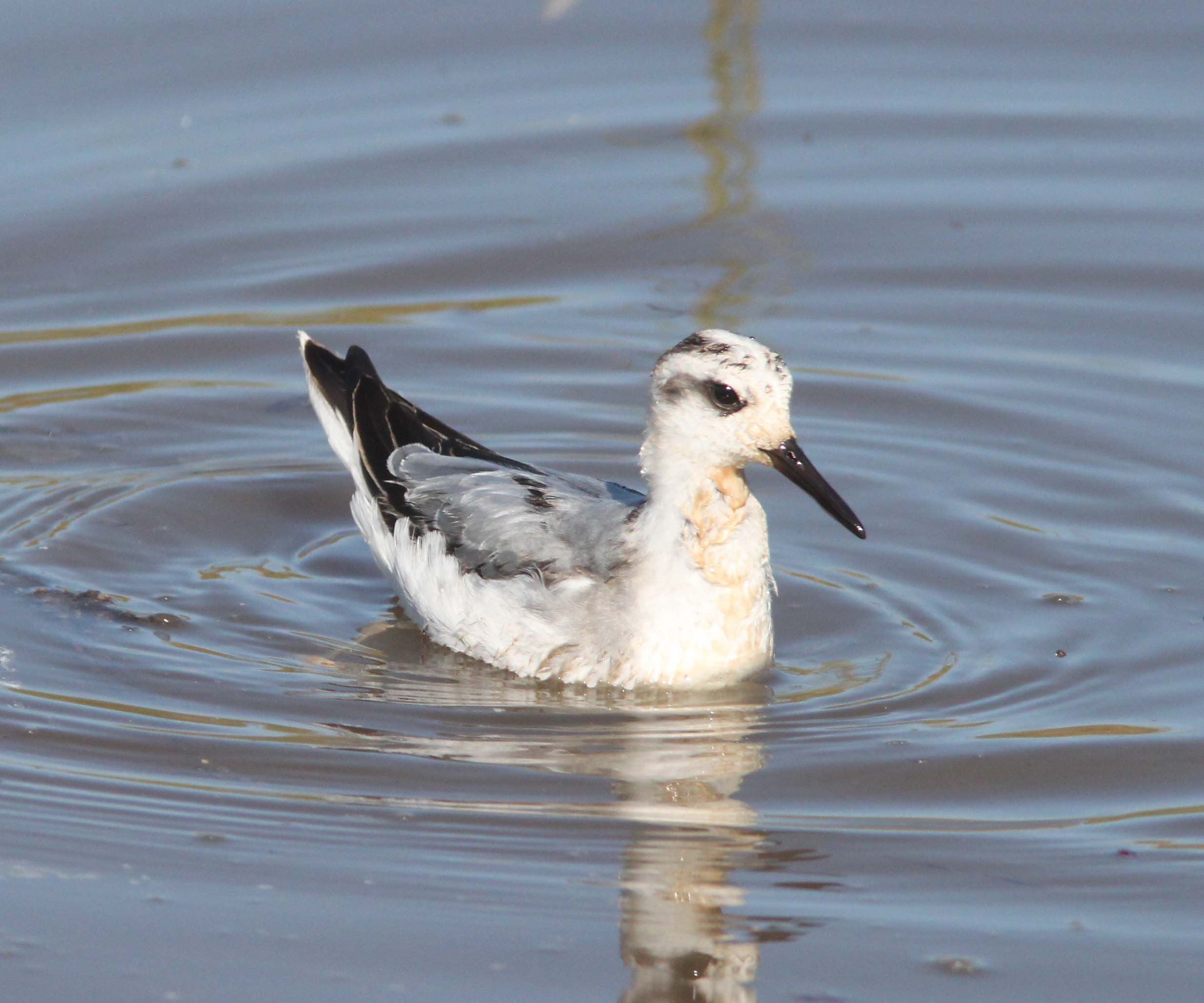
plumage d'hiver (Patagonie)

Il mesure environ 21 cm de longueur, a des doigts lobés et un bec droit, un peu plus épais que celui du Phalarope à bec étroit. Le plumage nuptial de la femelle est essentiellement brun foncé et noir et blanc sur le dessus avec le ventre rouge et des joues blanches barrées de noir au niveau des yeux. Le bec est jaune, à bout noir. Le plumage nuptial du mâle est plus terne que celui de la femelle. Les jeunes sont gris clair et brun dessus avec le ventre chamois et une tache sombre à travers l'œil. En hiver, le plumage est principalement gris au-dessus et blanc en dessous, mais le bandeau sur l'œil noir est toujours présent. Le bec est noir en hiver. Son cri est un beek court.
Les rôles sexuels sont inversés chez les trois espèces de Phalaropes.
- Les femelles sont plus grandes et plus colorées que les mâles.
- Les femelles courtisent les mâles, entrent en compétition pour le territoire de nidification et défendent agressivement leur nid et leur compagnon.

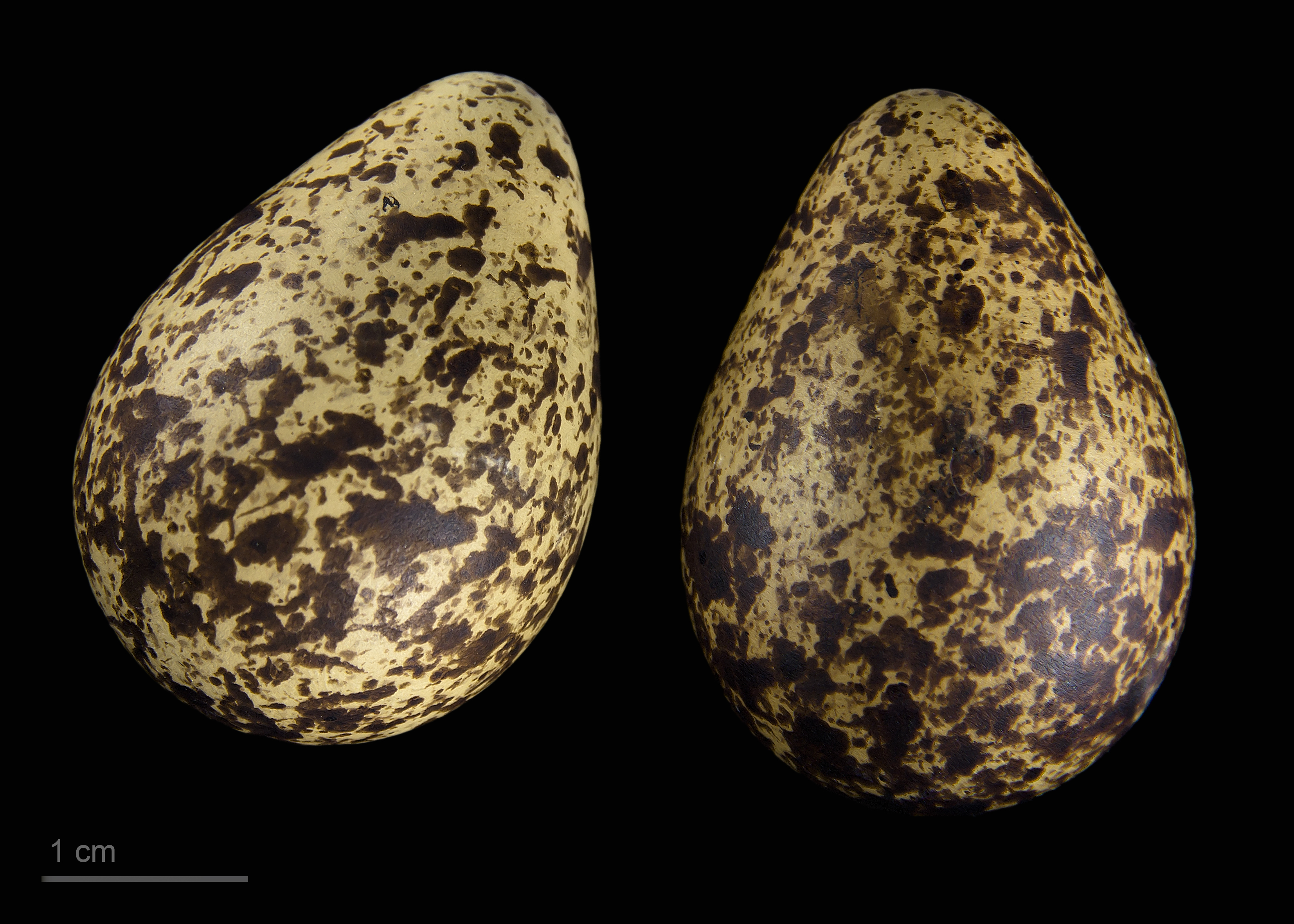
Phalaropus fulicarius - MHNT

- Une fois que les femelles ont pondu leurs œufs brun-olive, elles commencent leur migration vers le sud, laissant les mâles couver les œufs et s'occuper des jeunes. La femelle pond trois à six œufs dans un nid sur le sol près de l'eau. Les jeunes se nourrissent seuls et sont capables de voler dans les 18 jours suivant leur naissance.

## Alimentation
Pour se nourrir, il nage souvent en petits cercles rapides, formant un petit tourbillon. On pense que ce comportement facilite la remontée de la nourriture du fond de l'eau dans les zones peu profondes. L'oiseau placé à la périphérie du tourbillon attrape avec son bec, les petits insectes ou les crustacés. Il vole parfois pour attraper des insectes. En pleine mer, on les trouve dans les zones où la convergence des courants océaniques produit une remontée des eaux et on les trouve souvent près de groupes de baleines. En dehors de la saison de nidification, il voyage souvent en groupes.
Cette espèce est très sociable et accessible.

## Répartition
- zone de nidification

- habitat d’hiver

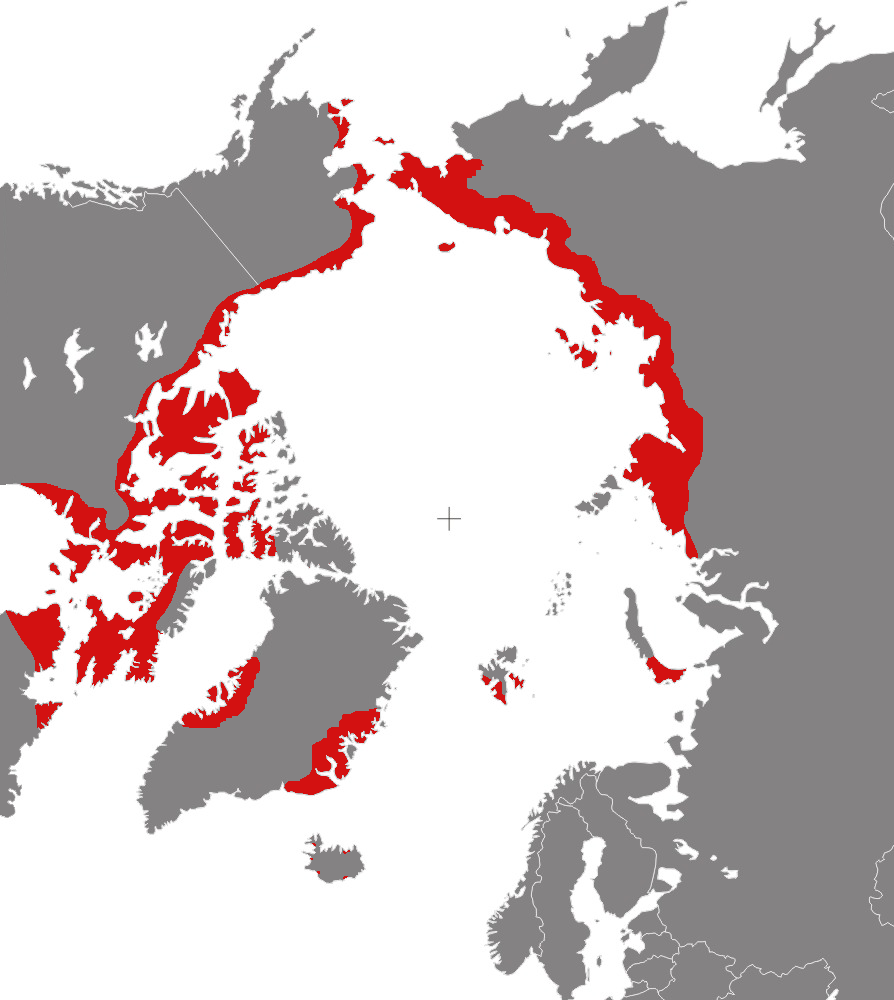
zone de nidification

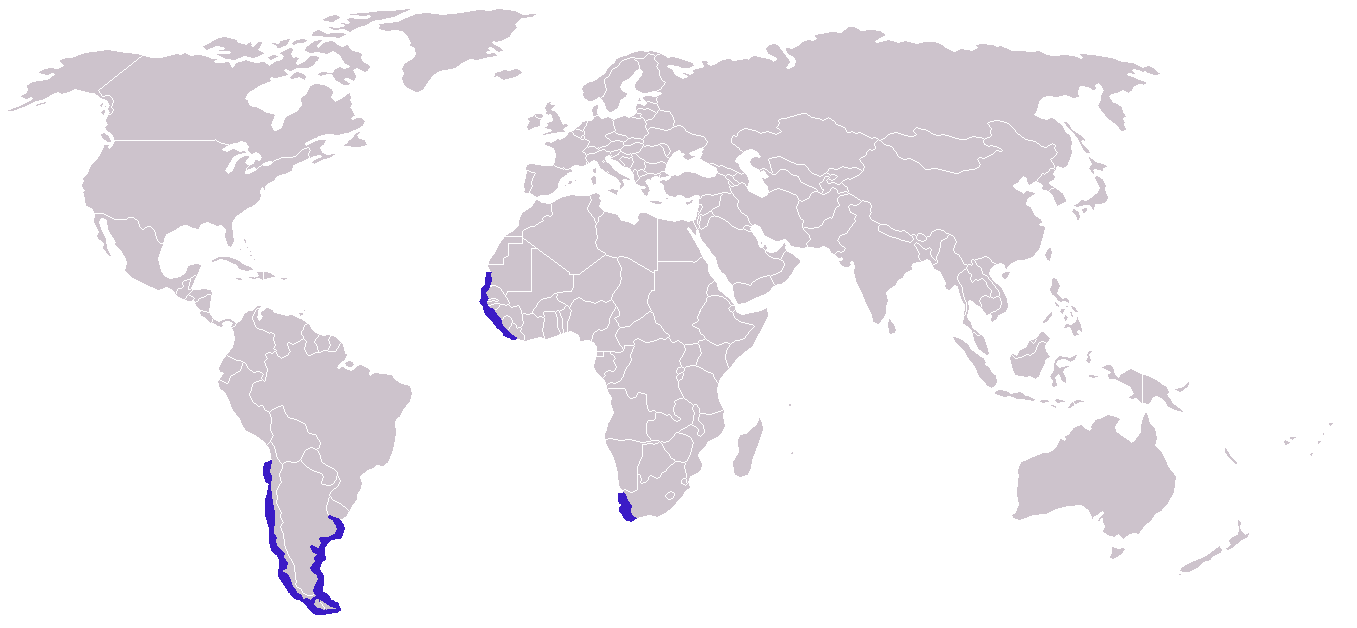
habitat d’hiver

Il vit dans les régions arctiques de l'Amérique du Nord et en Eurasie. C'est une espèce migratrice, et fait inhabituel pour un échassier, il migre principalement en suivant les routes océaniques et passe l'hiver sur les mers et océans tropicaux.

## Protection
Le Phalarope roux est l'une des espèces à laquelle l'accord sur la conservation des oiseaux d'eau migrateurs d'Afrique-Eurasie (AEWA) est applicable.